# Helga Frier
Anna Helga Jensen Frier, född 12 juni 1893 i Århus, död 9 januari 1972 i Gentofte, var en dansk skådespelare. 

## Filmografi i urval
- 1932 – Odds 777
- 1933 – Köpenhamnsluft
- 1935 – Rasmines bryllup
- 1937 – Flådens blå matroser
- 1938 – Champagnegaloppen
- 1940 – En flicka hela da'n
- 1940 – Mandom, mod och morske män
- 1940 – Säg det med swing
- 1941 – Wienerbarnet
- 1941 – Thummelumsen
- 1942 – Alle mand paa dæk
- 1944 – Teatertosset
- 1944 – Mordets melodi
- 1950 – Min fru är oskyldig
- 1959 – Poeten og Lillemor
- 1971 – Onkel Vanja (TV-film)